# Podgaj Petrovski
Podgaj Petrovski es una localidad de Croacia en el municipio de Petrovsko, condado de Krapina-Zagorje.

## Geografía
Se encuentra a una altitud de 410 m s. n. m. a 65,9 km de la capital nacional, Zagreb.

## Demografía
En el censo 2011, el total de población de la localidad fue de 257 habitantes.